# Stazione di Serricciolo
La stazione di Serricciolo era una fermata ferroviaria lungo la ferrovia Lucca-Aulla, a servizio dell'omonima frazione del comune di Aulla.

## Storia
L'impianto fu inaugurato contestualmente all'apertura del tratto Aulla-Gragnola della ferrovia Aulla-Lucca il 6 dicembre 1911.
Dal 1º aprile 1938 la fermata venne abilitata al servizio merci a piccola e grande velocità in piccole partite fino a 500 kg, composte di colli di 50 kg ciascuno. Dal 29 marzo dell'anno successivo le quantità vennero ampliate a 1 tonnellata, con colli di 100 kg ciascuno.
L'impianto venne soppresso il 15 dicembre 2002, in conseguenza del basso numero di passeggeri movimentati allora valutato come insufficiente. Nello stesso anno la fermata risultava impresenziata insieme ad altri 25 impianti situati sulla linea.

## Strutture e impianti
L'impianto disponeva di due edifici: il fabbricato viaggiatori, che fungeva anche da casa per il personale di servizio, e il piccolo fabbricato per i servizi igienici. Disponeva soltanto di un binario servito da una banchina.

### Architettura
Il fabbricato viaggiatori disponeva di due piani più delle cantine:
- il pian terreno ospitava l'atrio, la sala bagagli, la lampisteria, la sala d'attesa e l'ufficio del capostazione;
- il primo piano, al quale vi si accedeva tramite delle scale dal pian terreno, ospitava gli alloggi per il personale addetto al presenziamento dell'impianto, quali due cucine e tre camere.

## Servizi
La stazione disponeva di:
- Sala d'attesa
- Servizi igienici